# Цанатль
Цанатль (авар. ЦӀаналӀ) — село в Гумбетовском районе Дагестана. Входит в состав Игалинского сельсовета.

## Географическое положение
Село находится на правом берегу реки Энжерук, на расстоянии 13 км к юго-востоку от села Мехельта, административного центра района.

## Население
| 1926 | 1939 | 1989 | 2002 | 2010 | 2021 |
| ---- | ---- | ---- | ---- | ---- | ---- |
| 83   | ↗141 | ↗186 | ↗266 | ↗388 | ↘295 |